# Florian Latorre
Florian Latorre, né le 24 avril 1997 à Libourne (Gironde), est un pilote automobile français. Il a remporté l'US F2000 National Championship, en 2014, dans le cadre du programme Road to Indy. Il évolue en Porsche Supercup entre 2018 et 2019, puis en GT World Challenge Europe en 2020.

## Biographie

### Enfance et jeunesse
Né le 24 avril 1997, à Libourne, en Gironde, Florian Latorre apprend qu'il est atteint d'une leucémie, le 5 janvier 2003. Pendant trois années, Florian combat cette maladie grâce à la  chimiothérapie. C'est durant ces années qu'il découvre une passion pour le sport automobile et n'a qu'un objectif : devenir pilote professionnel.

### Années en karting (2007–2011)
Après la fin de son hospitalisation en 2006, Florian a toujours cet objectif en tête. En 2007, il fait ses premiers tours de roues et termine troisième de la Coupe France Loisir Minicup. En 2008, il participe au Championnat de France de karting, dans la catégorie minimes. Il y décroche quelques résultats notables, malgré le fait de n'avoir pas réalisé la totalité du championnat. En 2009, il rejoint en tant que pilote officiel, le Cédric Sport, lui permettant de participer à toutes les manches du Championnat de France minimes. Il remporte notamment sa première victoire et termine aux avants-postes du championnat.
En 2010, il saute la catégorie Cadet et s'inscrit directement en catégorie Internationale KF3 chez le Team EuroKarting. Il termine cinquième du Championnat de France KF3, malgré le fait qu'il soit l'un des plus jeunes pilotes du plateau. Il termine également troisième du Championnat de Belgique KF3. En 2011, il devient Champion de Belgique KF3 le 25 octobre et empoche donc son premier titre en karting. Il remporte également le Challenge Européen X30 junior et le Mondial X30 junior.

### Du monoplace au premier titre (2012-2014)
À seulement quatorze ans, Florian Latorre s'engage dans le Championnat de France F4 et commence sa première saison en monoplace après ses succès en karting,. Il termine à une satisfaisante huitième place avec 80 points.
En 2013, il fait le choix de quitter la Formule 4 et s'exile outre-Atlantique dans l'US F2000 National Championship, quatrième division du Road to Indy, programme de formules de promotions destiné à révéler le talent des jeunes pilotes et faire en sorte qu'ils puissent accéder à l'IndyCar Series,,. Après une Winterfest (série hivernale du championnat à six courses) manquée, Latorre décide de porter le n°91 avec son équipe Jay Motorsports. Pour sa toute première saison dans le championnat, il termine à une belle sixième place finale et décroche deux podiums en cours de saison.
En 2014, il signe avec le Belardi Auto Racing, une des plus prestigieuses écuries du championnat US F2000 National Championship. Lors de la Winterfest, il est très convaincant et s'annonce comme un candidat au titre en terminant quatrième du classement général avec deux podiums. Il reste avec cette équipe jusqu'à la manche du Grand Prix automobile de Toronto où il rejoint Cape Motorsports with Wayne Taylor Racing. Le pari est réussi pour le Girondin qui remporte sa première victoire dans la catégorie. Lors de l'avant-dernière manche du Mid-Ohio Sports Car Course, comportant trois courses, il remporte sa deuxième victoire de la saison et se donne trente points d'avance sur son plus proche rival au championnat avant les deux dernières courses. 
Au Sonoma Raceway, lors de la première course, malgré le fait d'avoir réalisé la pole, il se fait sortir de la piste au deuxième virage de la course, tandis que son plus grand rival, R.C. Enerson s'impose. Avant le départ de la dernière course, Latorre n'a plus que quatre points d'avance sur Enerson. Avec ce faible écart, si l'un des deux gagne la course, il remporte le championnat. À la suite d'un départ compliqué, Latorre perd la première place au profit de son rival Enerson. Finalement, après un dépassement osé dans une épingle, à cinq tours de la fin, Latorre prend la tête de la course, sans jamais la quitter. Latorre remporte donc la victoire, mais aussi le titre avec neuf points d'avance sur Enerson. De plus, grâce au système de bourses aux champions du Road to Indy, Latorre remporte plus de 350 000 $, qui lui serviront à participer à l'étape suivante : le Pro Mazda Championship.

### Débuts en Pro Mazda (2015)
En 2015, Florian Latorre intègre le Pro Mazda Championship, troisième division du Road to Indy, et reste avec l'écurie qui l'a sacré en USF2000 l'année précédente, Cape Motorsports with Wayne Taylor Racing. Lors des essais pré-saison en fin janvier, il se fait remarquer en signant le meilleur temps des essais, devant des pilotes pourtant plus expérimentés. Lors du championnat hivernal de Pro Mazda, Latorre termine quatrième du championnat.
Lors de sa première saison en Pro Mazda, il termine huitième, avec une victoire dans les rues de Toronto. À la fin de l'année, la carrière de Florian Latorre prend un tournant décisif, le Français remportant la bourse de 30 000 euros et le titre d'« Espoir Porsche Carrera Cup France », permettant au Girondin de pouvoir rouler en Porsche Carrera Cup France pour la saison 2016.

## Résultats

### Karting
- 2007 : 3e de la Coupe de France Loisir Minicup.
- 2008 : Participation au Championnat de France minimes.
- 2009 : Première victoire en Championnat de France minimes avec Cédric Sport.
- 2010 : 5e du Championnat de France KF3.
  - 3e du Championnat de Belgique KF3.
- 2011 : Champion de Belgique KF3.
  - Champion du Mondial X30 Junior.
  - Champion du Challenge Européen X30 Junior.
  - 4e des Masters de karting de Paris-Bercy Junior.

### Monoplace
| Saison | Championnat                               | Écurie                                    | Courses | Victoires | Pole positions | Meilleurs tours | Podiums | Points inscrits | Classement |
| ------ | ----------------------------------------- | ----------------------------------------- | ------- | --------- | -------------- | --------------- | ------- | --------------- | ---------- |
| 2012   | Championnat de France F4                  | Signature Racing                          | 14      | 0         | 0              | 0               | 0       | 80              | 8e         |
| 2013   | US F2000 National Championship Winterfest | Jay Motorsports                           | 6       | 0         | 0              | 0               | 0       | 38              | 12e        |
| 2013   | US F2000 National Championship            | Jay Motorsports                           | 14      | 0         | 0              | 0               | 2       | 176             | 6e         |
| 2014   | US F2000 National Championship Winterfest | Belardi Auto Racing                       | 6       | 0         | 0              | 0               | 2       | 103             | 4e         |
| 2014   | US F2000 National Championship            | Cape Motorsports avec Wayne Taylor Racing | 14      | 3         | 6              | 5               | 8       | 310             | 1er        |
| 2015   | Pro Mazda Championship Winterfest         | Cape Motorsports avec Wayne Taylor Racing | 5       | 0         | 0              | 0               | 1       | 96              | 4e         |
| 2015   | Pro Mazda Championship                    | Cape Motorsports avec Wayne Taylor Racing | 16      | 1         | 1              | 1               | 3       | 222             | 8e         |